# Tadeusz Wurst
Tadeusz Wurst (ur. 30 września 1934 w Dobrzyniu nad Wisłą, zm. 16 lutego 2015 w Krakowie) – polski nauczyciel, działacz oświatowy i sportowy. W 1973 roku był pomysłodawcą i organizatorem pierwszej edycji Olimpiady Wiedzy Elektrycznej i Elektronicznej, która od lat 90. XX wieku jest organizowana jako ogólnopolska.

## Życiorys
W 1966 ukończył studia na Wydziale Elektrotechniki Górniczo-Hutniczej AGH. Studia kontynuował w Wyższej Szkole Pedagogicznej w Krakowie. Od 1953 pracował jako nauczyciel. Najpierw w Szkole Zawodowej w Krakowie-Podgórzu, a od 1956 w Szkole Rzemiosł Budowlanych w Nowej Hucie. W 1958 został zatrudniony w Zasadniczej Szkoły Zawodowej na os. Szkolnym 26 (obecnie Zespół Szkół Elektrycznych nr 2 w Krakowie), gdzie pełnił funkcję wicedyrektora, a w latach 1981–1983 – dyrektora szkoły. Był pomysłodawcą i organizatorem pierwszych edycji Olimpiady Wiedzy Elektrycznej i Elektronicznej, zainaugurowanej w 1973. Olimpiada ta, początkowo o charakterze międzyszkolnym, z czasem stała się regionalną, a od lat 90. XX wieku – ogólnopolską.
Jako działacz sportowy w latach sześćdziesiątych był wiceprzewodniczącym Międzyszkolnego Klubu Sportowego „Krakus” w Nowej Hucie. Pełnił funkcję prezesa Zarządu Dzielnicowego Szkolnego Związku Sportowego Kraków – Nowa Huta; równocześnie – w latach 1968–1988 – był wiceprezesem Wojewódzkiego Szkolnego Związku Sportowego w Krakowie. Pod koniec lat 80. XX wieku był wiceprezesem, a następnie prezesem Wojewódzkiej Komisji Polskiego Komitetu Olimpijskiego w Krakowie. W latach 1970–1982 był członkiem i wiceprezesem Zarządu klubu Wanda w Nowej Hucie. W 1996 był jednym z założycieli Szkoły Mistrzostwa Sportowego Piłki Nożnej.
Od 1953 należał do Stowarzyszenia Elektryków Polskich. W latach 1955–1961 pełnił funkcję wiceprezesa, a w latach 1961–2013 prezesa koła grodzkiego SEP nr 100. W latach 1994–2010 był członkiem Oddziałowej Komisji Młodzieży i Studentów w SEP. Za pracę na rzecz Stowarzyszenia otrzymał Odznaka „Honoris Gratia”, medal im. profesora Mieczysława Pożaryskiego, dyplom z okazji 60-lecia SEP oraz złotą Odznakę Honorową SEP.

## Publikacje
- T. Wurst, W. Nowak Osiągnięcia krakowskich sportowców na arenie międzynarodowej w 40-leciu PRL W: Sport krakowski w 40-leciu PRL: materiały Konferencji Naukowej, Kraków, 23 listopada 1984 roku Kraków AWF 1987[2]

## Odznaczenia
- 2014: Medal za zasługi dla Nowej Huty[1]
- 2013: Medal im. profesora Mieczysława Pożaryskiego[3]
- 2013: Odznaka „Honoris Gratia”, nadana przez Prezydenta Miasta Krakowa[3]
- 2011: Złota Odznaka Honorowa SEP[1]
- 1987: Krzyż Oficerski Orderu Odrodzenia Polski[1]
- 1981: Krzyż Kawalerski Orderu Odrodzenia Polski[1]
- 1979: List gratulacyjny w Plebiscycie o tytuł Dżentelmena (od 1984 Fair Play) organizowanym przez PKOl[4]
- 1975: Brązowy medal Za zasługi dla Obronności Kraju[5]
- 1971: Budowniczy Nowej Huty[6]
- 1964: Złota Odznaka Za Zasługi dla Miasta Krakowa[7]
- Dyplom Okolicznościowy 60-lecia aktywnej działalności w SEP[1]
- Srebrny i Złoty Krzyż Zasługi[1]
- Medal Komisji Edukacji Narodowej[1]
- Złota Odznaka Związku Nauczycielstwa Polskiego[1]
- Srebrny i Złoty medal „Zasłużony Działacz Kultury Fizycznej”[1]